# Headstrong (album)
Headstrong – debiutancki album studyjny wydany przez amerykańską wokalistkę pop Ashley Tisdale dnia 6 lutego 2007 w Stanach Zjednoczonych nakładem wytwórni Warner Music. Krążek odniósł sukces w rodzimym kraju artystki, sprzedając się w postaci 64.000 egzemplarzy w ciągu jednego tygodnia od daty premiery oraz debiutując na pozycji #5 amerykańskiego notowania Billboard 200.

## Lista utworów
1. "Intro"(Jack D. Elliot) – 1:04
2. "So Much for You" (Adam Longlands, Lauren Christy, Scott Spock, Graham Edwards) – 3:05
3. "He Said She Said" (Jonathan Rotem, Evan "Kidd" Bogart, Ryan "Alias" Tedder) – 3:08
4. "Be Good to Me" (Kara DioGuardi, David Jassy, Joacim Persson, Niclas Molinder) – 3:33
5. "Not Like That" (Joacim Persson, Niclas Molinder, Pelle Ankarberg, David Jassy, Ashley Tisdale) – 3:01
6. "Unlove You" (Guy Roche, Shelly Peiken, Sarah Hudson) – 3:29
7. "Positivity (Guy Roche, Shelly Peiken, Samantha Jade) – 3:44
8. "Love Me for Me" (Diane Warren) – 3:45
9. "Goin' Crazy" (Joacim Persson, Niclas Molinder, Pelle Ankarberg, Celetia Martin) – 3:09
10. "Over It" (Ashley Tisdale, Bryan Todd, Michael "Smidi" Smith) – 2:54
11. "Don't Touch (The Zoom Song)" * (Adam Anders, Nikki Hassman, Rasmus Bille Bahncke, Rene Tromborg) – 3:11
12. "We'll Be Together" (Shelly Peiken) – 4:00
13. "Headstrong" (Adam Longlands, Lauren Christy, Scott Spock, Graham Edwuards) – 3:11
14. "Suddenly" (Janice Robinson, Ashley Tisdale) – 3:39

Adnotacje:
Gwiazdka (*) oznacza, iż jest to cover wykonywany przez Tisdale.
- Edycja Wal-Mart
  - Utwory bonusowe:

15. "Who I Am"

16. "It's Life"

17. "Be Good to Me" (THC's Scalfati Mixshow)
- Edycja iTunes
  - Utwory bonusowe:

14. "I Will Be Me"

15. "He Said She Said" (Karaoke Version)

16. "Be Good to Me" (Karaoke Version)

17. Broszura multimedialna.
Edycja świąteczna
- Headstrong edycja CD z różową okładką:
  - Wszystkie 14 utworów ze standardowej wersji albumu
  - Bez utworów bonusowych
- There's Something About Ashley DVD:

1. The Life and Times of Ashley Tisdale (45:00) – Ukazuje prace przygotowawcze nad piosenkami umieszczonymi na liście utworów albumu.

2. There's Something About Ashley (11:23) – Zawiera trzy teledyski artystki: "He Said She Said", "Not Like That" oraz "Suddenly".
- Złożony plakat wokalistki.
- Specjalna bransoletka zaprojektowana przez Ashley Tisdale.

### Niewydane utwory
- It's The Way /w przygotowaniu/
- Kiss the Girl
- Last Christmas
- Time After Time
- Heaven Is A Place On Earth

## Single
Oficjalne single
| #  | Tytuł              | Data wydania     | Produkcja            |
| -- | ------------------ | ---------------- | -------------------- |
| 1. | "Be Good to Me"    | 9 stycznia 2007  | Twin, Kara DioGuardi |
| 2. | "He Said She Said" | 17 września 2007 | J. R. Rotem          |
| 3. | "Not Like That"    | 25 stycznia 2008 | Twin for Redfly      |
| 4. | "Suddenly"         | 2 maja 2008      | Guy Roche            |

Inne/Promocyjne single
| #  | Tytuł             | Data wydania                                               | Produkcja   |
| -- | ----------------- | ---------------------------------------------------------- | ----------- |
| 1. | "Goin' Crazy"     | Maj 2007 (Radio Disney)                                    | Twin        |
| 2. | "Headstrong"      | Listopad 2007 (Promocyjny do filmu Dziewczyny z drużyny 3) | Scott Spock |
| 3. | "So Much For You" | Marzec 2007 (Australia)                                    | The Matrix  |

## Pozycje na listach

### Listy sprzedaży
| Lista sprzedaży (2007/08)        | Najwyższa pozycja |
| -------------------------------- | ----------------- |
| Austria IFPI Albums Chart        | 21                |
| Australia ARIA Albums Chart      | 80                |
| Irlandia IRMA Albums Chart       | 16                |
| Kanada CRIA Albums Chart         | 5                 |
| Niemcy IFPI Albums Chart         | 33                |
| Nowa Zelandia RIANZ Albums Chart | 10                |
| Szwajcaria IFPI Albums Chart     | 98                |
| United World Chart               | 14                |
| USA RIAA Billboard 200           | 5                 |

Argentyna- Albums Chart sprzedaż -40,000+ status - złoto
Niemcy - Albums Chart 	sprzedaż -190,000 status - złoto
US - Billboard 200 sprzedaż - 700,000+ status - złoto
Świat: 3,000 000+

## Daty wydania
| Państwo           | Data wydania         | Wytwórnia    | Format                          | Katalog    |
| ----------------- | -------------------- | ------------ | ------------------------------- | ---------- |
| Stany Zjednoczone | 6 lutego 2007        | Warner Music | CD / CD+DVD / Edycja świąteczna |            |
| Kanada            | 6 lutego 2007        | Warner Music | CD                              |            |
| Polska            | 5 marca 2007         | Warner Music | CD                              | 9362444252 |
| Australia         | 7 kwietnia 2007      | Warner Music | CD / CD+DVD                     |            |
| Wielka Brytania   | 15 października 2007 | Warner Music | CD / CD+DVD                     |            |
| Niemcy            | 23 listopada 2007    | Warner Music | CD                              | 9362444252 |

## Muzyka
- Wokal – Ashley Tisdale
- Pozostałe wokale – Jack D. Elliot, Keely Pressly, Matrix, Kara DioGuardi, David Jassy, Victoria Sandstorm, Tahnii Marquis, Windy Wagner, Bryan Todd, Tata Young, Marissa Pontecorvo oraz Lanae` Hale
- Keyboard - Rasmus Billie Bähncke
- Bass – Adam Anders
- Gitara - Adam Anders, Emanuel Kiriakou oraz Joacim Persson

## Produkcja
- Główni producenci: Lori Feldman oraz Tom Whalley
- Producenci: Ashley Tisdale, Jonathan "J.R." Rotem, Kara DioGuardi, Shelly Peiken, Guy Roche, Bryan Todd, Michael "Smidi" Smith, Redfly, David Jassy oraz Twin for Redfly
- Producenci wokalni: Adam Anders oraz Nikki Hassman
- Studio i dźwięk: Chris Gehringer
- Asystent dźwiękowca: Will Quinnell
- Inżynierowie dźwięku: Adam Anders, Rasmus Billie Bähncke, Dushyant Bhakta, Stuart Brawley, Steve Churchyard, Joe Corcoran, Dave Dillbeck, Kara DioGuardi, Chris Holmes, Emanuel Kiriakou, Alan Mason, The Matrix, Greg Ogan oraz Twin
- Asystenci inżynierów dźwięku: Tom Bender oraz Cliff Lin
- A&R: Tommy Page
- Fotografie: Mark Liddell
- Projekt okładki: Ellen Wakayama
- Design: Julian Peploe